# Sparbanken Rekarne

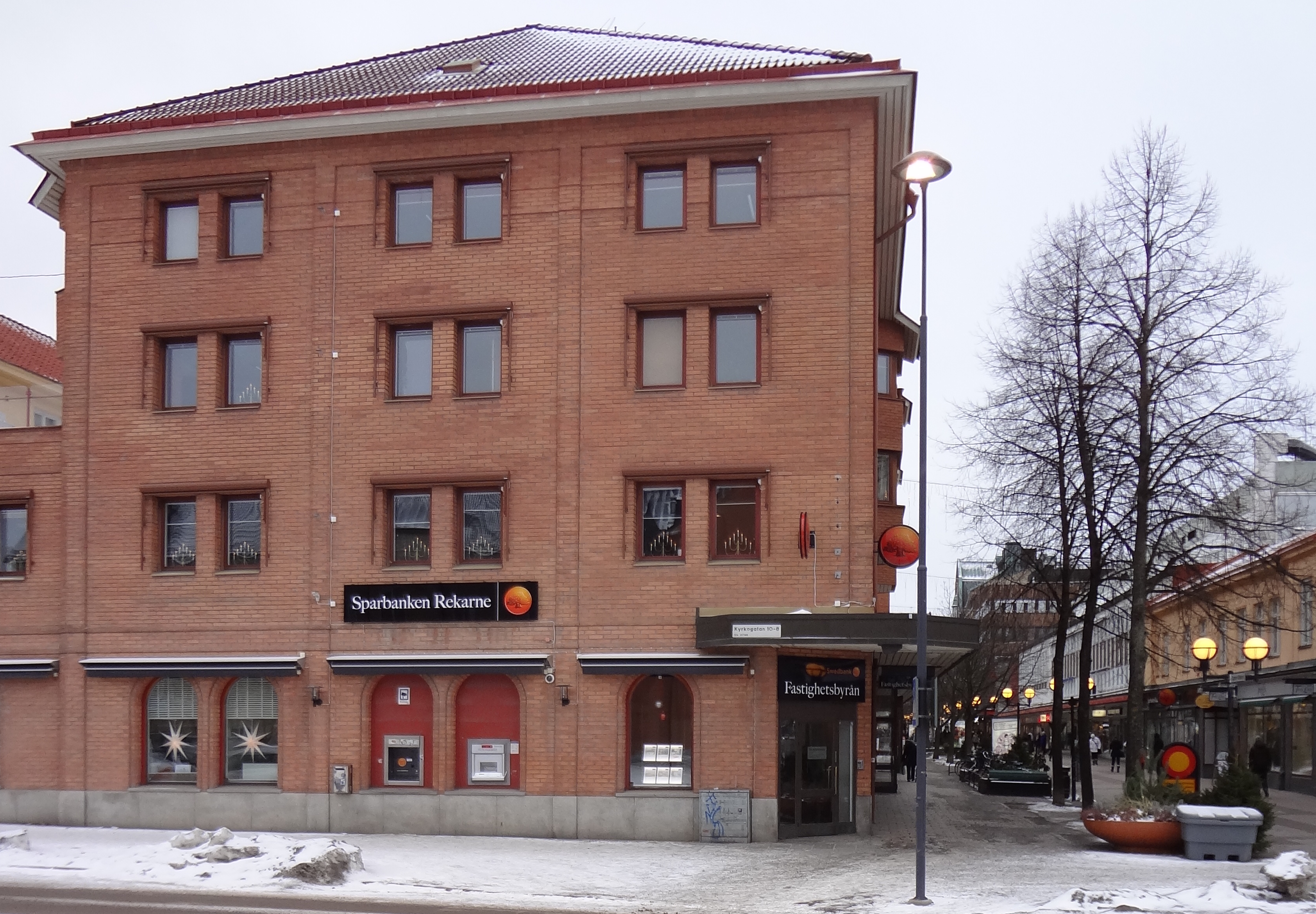
Bankens lokaler på Kungsgatan.

Sparbanken Rekarne, tidigare Eskilstuna Rekarne Sparbank, är ett bankaktiebolag med verksamhet i Eskilstuna kommun och Strängnäs kommun. Banken ägs till lika delar av Swedbank och Sparbanksstiftelsen Rekarne. Banken står Swedbank nära genom ägande och samarbetsavtal, men i formell mening är man en egen lokal affärsbank.

## Historik
Banken bildades 1997 genom en sammanslagning av sparbanken Rekarnebanken och bankaktiebolaget Sparbanken Sveriges bankrörelser i Eskilstuna kommun. Sparbanken Sveriges verksamhet i Eskilstuna härstammar ursprungligen från Eskilstuna Sparbank. Efter bildandet av Föreningssparbanken köptes 1998 Föreningsbankens bankrörelse i Eskilstuna.
Under år 2004 minskades antalet kontor från fem till tre genom att två filialer i Eskilstuna stängdes. Därefter hade banken ett kontor vardera i Eskilstuna, Fröslunda och Torshälla.
Namnbytet från Eskilstuna Rekarne Sparbank till Sparbanken Rekarne skedde 2008 i samband med att banken köpte bankkontoren i Mariefred och Strängnäs av Swedbank. Dessa hade sina ursprung i Strängnäs sparbank och Mariefreds sparbank, grundade 1840 och 1863.
Den 10 juni 2009 stängdes kontoret i Fröslunda. Våren 2012 avvecklades även kontoret i Torshälla.